# 日中スーパー囲碁
日中スーパー囲碁（にっちゅうすーぱーいご）は、1984年から2001年まで行われた、日本と中国の棋士のチームによる対抗戦形式の棋戦。中国語（簡体字）表記は中日围棋擂台赛。
- 主催 日本棋院、中国囲棋協会、週刊碁、新体育雑誌社
- 後援 朝日新聞社
- 協賛 NECグループ

日本と中国の間の親善交流はこれ以前からも行われていたが、国際棋戦のさきがけとして両国から選抜された棋士による対抗戦という形式で、「囲碁クラブ（日本棋院会報）」などの主催、NEC協賛で、1984年に開始された。正式タイトルは、「日中スーパー囲碁・NEC杯」。
また1992年には付属して、若手育成企画として「日中ジュニア三番勝負」が行われた。

## 対戦方式と出場選手
第1回から11回までは両チームによる勝ち抜き戦で行われた。第2回以降は、1番手を女流棋士、2番手を新鋭棋士とするようになったが、第4〜9回は女流戦は無し。第12回から、日中のNEC杯優勝者同士による優勝戦3番勝負、日本のNEC杯俊英戦と中国のNEC杯新俊戦優勝者による俊英戦3番勝負、日本の女流本因坊戦（第12回は選抜棋士）と中国の全国囲棋個人戦女子部優勝者による女流戦3番勝負の、三部構成の個人戦となる。第16回で終了。11回までの対抗戦の戦績は日本の4勝7敗。
ルールは、対局場所が日本の場合は日本ルール、中国の場合は中国ルール。

## 概況
1980年代前半においては、中国の囲碁のレベルは上がってきたもののまだ日本には追い付いていないだろうと思われており、当初は日本が「胸を貸す」的なムードがあったが、第1回に中国の2番手江鋳久がいきなり5人抜きして優位に立ち、日本の小林光一が6人抜きで追い上げたが、中国の主将聶衛平が小林光一、加藤正夫、藤沢秀行の3人抜きを果たして中国が勝利。中国がまったく日本に追い付き追いこしつつあることが判明し、お祭り気分は一気に吹き飛んで真剣勝負の様相を帯びた。
聶衛平は第2回には5人抜き、第3回にも主将決戦に勝利するなど「鉄のゴールキーパー」と呼ばれる大活躍をし、中国3連勝の立て役者となった。その後日本も巻き返して第8回までは4勝4敗としたが、中国は若手の成長も著しく、特に常昊が第10回に5人抜き、11回に6人抜きの活躍で、勝ち抜き戦は第11回までで日本の4勝7敗となった。中国のレベル向上が確かなものであることを裏付け、その後に始まった各種の世界選手権での韓国棋士の躍進とともに、日本の後退を印象づけることとなった。また聶衛平はこの棋戦の活躍で中国の国民的英雄となり、1988年に中国囲棋協会から棋聖の称号を授与された。

## 成績
（左側が日本）

### 第1回(1984-85年)（「囲碁クラブ」主催）
- (1)依田紀基五段○−●汪見虹六段
- (2)依田紀基五段●−○江鋳久七段
- (3)小林覚八段●−○江鋳久七段
- (4)淡路修三九段●−○江鋳久七段
- (5)片岡聡七段●−○江鋳久七段
- (6)石田章九段●−○江鋳久七段
- (7)小林光一十段○−●江鋳久七段
- (8)小林光一十段○−●邵震中七段
- (9)小林光一十段○−●銭宇平六段
- (10)小林光一十段○−●曹大元八段
- (11)小林光一十段○−●劉小光八段
- (12)小林光一十段○−●馬暁春九段
- (13)小林光一十段●−○聶衛平九段
- (14)加藤正夫王座●−○聶衛平九段
- (15)藤沢秀行名誉棋聖●−○聶衛平九段

中国が8-7で勝利

### 第2回(1986年)（「週刊碁」主催）
- (1)楠光子七段●−○芮廼偉七段
- (2)森田道博四段●−○芮廼偉七段
- (3)今村俊也七段○−●芮廼偉七段
- (4)今村俊也七段○−●張璇六段
- (5)今村俊也七段●−○銭宇平七段
- (6)小林覚八段○−●銭宇平七段
- (7)小林覚八段○−●邵震中七段
- (8)小林覚八段○−●曹大元八段
- (9)小林覚八段○−●江鋳久八段
- (10)小林覚八段○−●劉小光八段
- (11)小林覚八段●-○馬暁春九段
- (12) 片岡聡八段○−●馬暁春九段
- (13)片岡聡八段●-○聶衛平九段
- (14)山城宏九段●-○聶衛平九段
- (15)酒井猛九段●-○聶衛平九段
- (16)武宮正樹九段●-○聶衛平九段
- (17)大竹英雄九段●-○聶衛平九段

中国が9-8で勝利

### 第3回(1987年)
- (1)小川誠子四段●−○楊暉七段
- (2)宮沢吾朗七段○−●楊暉七段
- (3)宮沢吾朗七段●−○劉小光八段
- (4)石井邦生九段●−○劉小光八段
- (5)小林覚九段●−○劉小光八段
- (6)工藤紀夫九段●−○劉小光八段
- (7)大平修三九段○−●劉小光八段
- (8)大平修三九段●−○王群八段
- (9)山城宏九段○−●王群八段
- (10)山城宏九段○−●銭宇平八段
- (11)山城宏九段○−●芮廼偉八段
- (12)山城宏九段○−●江鋳久九段
- (13)山城宏九段○−●曹大元九段
- (14)山城宏九段●−○馬暁春九段
- (15)武宮正樹九段●−○馬暁春九段
- (16)加藤正夫九段○−●馬暁春九段
- (17)加藤正夫九段●−○聶衛平九段

中国が9-8で勝利

### 第4回(1988年)
- (1)依田紀基七段○-●兪斌七段
- (2)依田紀基七段○-●陳臨新八段
- (3)依田紀基七段○-●王群八段
- (4)依田紀基七段○-●劉小光九段
- (5)依田紀基七段○−●江鋳久九段
- (6)依田紀基七段○−●馬暁春九段
- (7)依田紀基七段●−○聶衛平九段
- (8)淡路修三九段●−○聶衛平九段
- (9)羽根泰正九段○−●聶衛平九段

日本が7-2で勝利（残り 白石裕、大平修三、山城宏、武宮正樹）

### 第5回(1989-90年) （NEC杯）
- (1)依田紀基七段●-○揚士海三段
- (2)苑田勇一九段○-●揚士海三段
- (3)苑田勇一九段●-○張文東七段
- (4)羽根泰正九段●-○張文東七段
- (5)大平修三九段●-○張文東七段
- (6)山城宏九段○−●張文東七段
- (7)山城宏九段●−○兪斌八段
- (8)石田芳夫九段●−○兪斌八段
- (9)坂田栄男名誉本因坊○−●兪斌八段
- (10)坂田栄男名誉本因坊●−○銭宇平九段
- (11)武宮正樹九段●−○銭宇平九段

中国が8-3で勝利（残り 江鋳久、劉小光、馬暁春、聶衛平）

### 第6回(1991-92年)
- (1)小松英樹七段●−○鄭弘六段
- (2)小県真樹七段●−○鄭弘六段
- (3)依田紀基八段●−○鄭弘六段
- (4)片岡聡九段○−●鄭弘六段
- (5)片岡聡九段○−●廖桂永八段
- (6)片岡聡九段○−●梁偉棠七段
- (7)片岡聡九段●−○張文東七段
- (8)淡路修三九段○−●張文東七段
- (9)淡路修三九段○−●陳臨新八段
- (10)淡路修三九段●−○兪斌九段
- (11)小林覚九段○−●兪斌九段
- (12)小林覚九段○−●劉小光九段
- (13)小林覚九段●−○聶衛平九段
- (14)羽根泰正九段●−○聶衛平九段
- (15)加藤正夫九段○−●聶衛平九段

日本が8-7で勝利

### 第7回(1992-93年)
- (1)小松英樹八段○−●劉菁四段
- (2)小松英樹八段○−●呉肇毅七段
- (3)小松英樹八段●−○鄭弘七段
- (4)依田紀基八段○−●鄭弘七段
- (5)依田紀基八段○−●張文東八段
- (6)依田紀基八段●−○兪斌九段
- (7)小林覚九段○−●兪斌九段
- (8)小林覚九段●−○馬暁春九段
- (9)山城宏九段●−○馬暁春九段
- (10)片岡聡九段●−○馬暁春九段
- (11)淡路修三九段○−●馬暁春九段
- (12)淡路修三九段○−●聶衛平九段

日本が7-5で勝利（残り 大竹英雄）

### 第8回(1993-94年)
- (1)加藤充志四段○−●周鶴洋四段
- (2)加藤充志四段○−●邵煒剛五段
- (3)加藤充志四段○−●汪見虹八段
- (4)加藤充志四段○−●張文東九段
- (5)加藤充志四段●−○陳臨新九段
- (6)結城聡八段●−○陳臨新九段
- (7)小松英樹八段○−●陳臨新九段
- (8)小松英樹八段○−●馬暁春九段
- (9)小松英樹八段●−○聶衛平九段
- (10)依田紀基九段○−●聶衛平九段

日本が7-3で勝利（残り 山城宏、淡路修三、武宮正樹）

### 第9回(1994年)
- (1)山田規三生六段○−●常昊五段
- (2)山田規三生六段●−○劉小光九段
- (3)小松英樹八段●−○劉小光九段
- (4)依田紀基九段●−○劉小光九段
- (5)山城宏九段○−●劉小光九段
- (6)山城宏九段○−●陳臨新九段
- (7)山城宏九段●−○曹大元九段
- (8)片岡聡九段●−○曹大元九段
- (9)加藤正夫九段●−○曹大元九段

中国が6-3で勝利（残り 馬暁春、聶衛平）

### 第10回(1995-96年)
- (1)加藤朋子四段●−○華学明七段
- (2)三村智保七段○−●華学明七段
- (3)三村智保七段●−○常昊六段
- (4)森田道博七段●−○常昊六段
- (5)柳時熏七段●−○常昊六段
- (6)小林覚九段●−○常昊六段
- (7)林海峰九段●−○常昊六段
- (8)大竹英雄九段○−●常昊六段
- (9)大竹英雄九段○−●兪斌九段
- (10)大竹英雄九段○−●劉小光九段
- (11)大竹英雄九段○−●曹大元九段
- (12)大竹英雄九段●−○馬暁春九段

中国が7-5で勝利（残り 聶衛平）

### 第11回(1996年)
- (1)西田栄美女流名人●−○豊雲八段
- (2)羽根直樹六段○−●豊雲八段
- (3)羽根直樹六段○−●王磊六段
- (4)羽根直樹六段●−○常昊七段
- (5)王立誠王座●−○常昊七段
- (6)柳時熏天元●−○常昊七段
- (7)依田紀基十段●−○常昊七段
- (8)小林覚九段●−○常昊七段
- (9)大竹英雄九段●−○常昊七段

中国が7-2で勝利（残り 劉小光、張文東、曹大元、馬暁春）

### 第12回(1997年)
<女>女流戦、<俊>俊英戦、<優>優勝戦
- <女>中澤彩子四段 0-2 黎春華三段
- <俊>楊嘉源八段 1-2 周鶴洋七段
- <優>加藤正夫九段 2-1 邵偉剛八段

### 第13回(1998年)
- <女>知念かおり三段 2-0 徐瑩三段
- <俊>仲邑信也六段 0-2 葉桂五段
- <優>依田紀基九段 2-0 常昊八段

### 第14回(1999年)
- <女>知念かおり三段 2-0 梁雅娣二段
- <俊>山下敬吾六段 2-0 董彦六段
- <優>小林光一九段 0-2 周鶴洋七段

### 第15回(2000年)
- <女>知念かおり三段 1-2 黎春華四段
- <俊>高尾紳路六段 1-2 許書祥五段
- <優>趙治勲九段 2-0 邵偉剛九段

### 第16回(2001年)
- <女>祷陽子五段 1-2 徐瑩三段
- <俊>溝上知親七段 2-1 董彦七段
- <優>趙治勲九段 2-0 羅洗河八段

## 記録（勝ち抜き戦）
- 最多勝利

1. 聶衛平 14勝4敗
2. 常昊 11勝2敗
3. 依田紀基 10勝6敗

- 連勝

1. 聶衛平 11連勝
2. 小林光一、依田紀基、常昊 6連勝

## 日中ジュニア三番勝負
1992-93年に「週刊碁」の企画で、第7回と並行して開催。出場資格は17歳五段以下。第8回以降は初戦が若手同士の対戦となったため、第2戦までで終了。
1. 黒滝正憲三段 0-2  常昊五段
2. 加藤充志四段 2-0 邵煒剛五段

## 30周年企画
2015年8月8-10日に浙江省湖州市長興県で新財富杯日中スーパー囲碁30周年記念戦（新财富杯中日围棋擂台赛30周年纪念赛）を、各5人による対抗戦形式で実施。当時の対局の布石の途中から打ち継ぐと言う趣向で行われた。
- 主催 新財富雑誌社、中国囲棋協会
- 共催 中国上市公司発展連盟
- 協力 江芮囲棋文化伝播公司
- 優勝賞金 10万元

結果
- 日本 4-1 中国（武宮正樹 - ○聶衛平、小林覚○ - 馬暁春、山城宏○ - 江鋳久、今村俊也○ - 兪斌、依田紀基○ - 常昊）

また5人の対抗戦の他に、第一回日中スーパー囲碁最終戦の藤沢秀行-聶衛平戦の15手目からを連碁で打ち継ぐ対戦があり、これは日本側が勝利した。

2015年11月20日に安徽省蕪湖市で日中スーパー囲碁30周年記念大会が開催され、各5人による20手ずつの連碁を実施。
- 日本（大竹英雄、武宮正樹、小林光一、山城宏、小川誠子）○ - 中国（聶衛平、馬暁春、曹大元、劉小光、孔祥明）

## 注
1. ↑  パンダネット「日中スーパー囲碁　30周年記念大会」2015.8.14
2. ↑  新浪体育「中日围棋擂台赛30周年纪念赛」2015.8.10
3. ↑  人民網「中日スーパー囲碁30周年記念大会　日本代表が中国代表破る」2015.11.24